# Hysterographium elongatum
Hysterographium elongatum är en svampart som beskrevs av Duby. Hysterographium elongatum ingår i släktet Hysterographium och familjen Hysteriaceae.  Arten är reproducerande i Sverige. Inga underarter finns listade i Catalogue of Life.